# Kulkensee
Der Kulkensee  ist ein See im Kreis Rendsburg-Eckernförde im deutschen Bundesland Schleswig-Holstein. Er befindet sich nordöstlich von Kleinvollstedt in der Gemeinde Emkendorf und ist ca. 1 ha groß.